# Цемзавод
Цемзавод (рос. Цемзавод) — робітниче селище в Сенгилєєвському районі Ульяновської області Російської Федерації.
Населення становить 787 осіб. Входить до складу муніципального утворення Сенгилеевське міське поселення.

## Історія
Населений пункт розташований на території українського культурного та етнічного краю Жовтий Клин.
Від 2004 року входить до складу муніципального утворення Сенгилеевське міське поселення.

## Населення
| 2002  | 2009  | 2010  | 2012  | 2013  | 2014  | 2015  |
| ----- | ----- | ----- | ----- | ----- | ----- | ----- |
| 1285  | ↘1182 | ↘1156 | ↘1144 | ↘1135 | ↘1106 | ↘1105 |
| 2016  | 2017  | 2018  | 2019  | 2020  | 2021  |       |
| ↘1102 | ↘1059 | ↘1044 | ↘997  | ↘976  | ↘787  |       |